# Öllsjö
Öllsjö är en gammal by i Skepparslövs församling i Gärds härad  som först omnämns i skrift 1380. På 2000-talet är det ett bostadsområde i sydvästra delen av tätorten Kristianstad i Kristianstads kommun i nordöstra Skåne län.
Öllsjö har lång historia men byggdes ut som bostadsområde under framförallt 1960- och 1970-talet. Även senare har området vuxit till och förtätats. De allra flesta bostäderna har egen tomt och trädgård. Bebyggelsen består av villor, marklägenheter och dessutom finns i området ett mindre industriområde. I Öllsjö  ligger Öllsjöskolan, som är en F–9-skola med cirka 500 elever. Skolan började sin verksamhet 2010.

## Historia

### Historiska gårdar
En utgrävning 2020 i Öllsjö omfattande cirka  6000 kvadratmeter. Inom  ytan dokumenterades 3355 arkeologiska lämningar. Rester av tre berörda historiska gårdar i Öllsjö fanns på platsen. Bebyggelsen på gård 4 var bäst bevarad med lämningar efter tre längor, på gård 5 lokaliserades den norra längan och på gård 6  hittades bara sporadiska lämningar efter gårdens östra och södra länga. En systematisk metalldetekteringen har gett en stor mängd fynd, bland annat ett hundratal mynt präglade från 1000-talet till 1800 hittats.

### Förhistoria
Under den historiska bebyggelsen hittades inom hela undersökningsområdet en mycket anläggningstät bebyggelse bestående av minst 25 grophus. Det fanns även större stolpbyggda hus på platsen. Förutom dessa huslämningar fanns härdar, gropar och ett  stort antal stolphål.
Bland fynden fanns sländtrissor, ben, pärlor, kammar och nycklar. Boplatsen hade många lämningar efter grophus med spår av olika hantverksaktiviteter i. Verksamheter som kunde beläggas inom området var järnsmide via fynd av en smedja, smidesslagg, glödskal, ässja. Järnutvinning  via fynd av en reduktionsugn, reduktionsslagg och gjutning  via fynd av deglar, bronssmältor och sprutslagg. Textilhantverk varav vävning är belagt via vävtyngder, garntillverkning (sländtrissor), trådtvinning (Tinbl bein), sömnad nålar, fingerborgar.  Ben- och hornhantverk  påvisades av bearbetade ben och hornmaterial, matberedning av djur- och fiskben, samt eventuellt även bryggning. En lokal keramikproduktion är trolig. Grophusen verkar också ha fungerat som små bostäder. Fynd av vardagsföremål, som keramik, en kam, smycken, nycklar, pärlor, och en pincett visar på detta. Arbetshypotesen om att boplatsen i Öllsjö från yngre järnåldern varit en storgård kan stämma, och utgrävningen omfattade då storgårdens hantverksområde. Boplatslämningarna tolkades som ett stort verkstads- och produktionsområde kopplat till en storgård vars centrala bebyggelse legat sydost om undersökningsområdet. Keramik från yngre järnåldern och så kallad Östersjökeramik, daterar boplatsen till främst vikingatid–tidig medeltid.  Tinbl bein var ett litet redskap som användes när man tillverkade snoddar och snören, genom att leda garn genom det ihåliga rörbenet och tvinna det runt spetsarna så det bildades knutar och blev stadigare än ett enkelt garn. Tekniken kallas för påtning.

### Byn 1930
Öllsjö var 1930 en by i Kristianstad  län, Skepparslövs kommun med  20 jordbruksfastigheter och  31 andra fastigheter. Taxeringsvärde på  jordbruksfastigheterna var 649 000 kr., därav 648 700 i jordbruksvärde och 300 i skogsvärde, å annan fastighet 44 700. Öllsjö nr 1 omfattade 2/3 mantal, nr 2, var 1/8 mantal, nr 6, 8 omfattade 14/16 mantal, nr 8 var 17/112 mantal och kallades Öllsjögård, och ägdes av Nils Anderssons stärbhus. Gårdens areal var 89,7 hektar, därav 77,4 åker och 5 hektar skog, med taxeringsvärde å jordbruksfastighet 101800 kr samt för andra fastigheter på gården 1800 kr. Öllsjö nr 3, 14, 16, omfattade sammanlagt 11/16 mantal, och ägare var Ola Jonsson; arealen var 31,3 har, därav 30,5 åker, taxeringsvärde å jordbruksfastighet 63100 kr helt i jordbruksvärde.  Staten ägde Öllsjö nr 4, 9, 12, 15,  på sammanlagt 1 och 3/8 mantal, med en areal av 76 hektar, därav 52 åker, taxeringsvärde för jordbruksfastighet 73 500 kr., därav 73 200 jordbruksvärde och 300 skogsvärde. Öllsjö nr 5, 10 omfattade1 mantal, areal 80,4 hektar, därav 78,4 åker, taxeringsvärde å jordbruksfastighet 172 600 kr. allt i jordbruksvärde. Till Öllsjö hörde en smedja taxeringsvärde för annan fastighet  5 000 kr. Öllsjö hade en av Skepparslövs fyra skolor, en småskola.

## Befolkningsutveckling
| Befolkningsutvecklingen i Öllsjö 1960–1965 | Befolkningsutvecklingen i Öllsjö 1960–1965 | Befolkningsutvecklingen i Öllsjö 1960–1965 | Befolkningsutvecklingen i Öllsjö 1960–1965 | Befolkningsutvecklingen i Öllsjö 1960–1965 |
| ------------------------------------------ | ------------------------------------------ | ------------------------------------------ | ------------------------------------------ | ------------------------------------------ |
|                                            |                                            |                                            |                                            |                                            |
| År                                         |                                            |                                            | Folkmängd                                  |                                            |
| 1960                                       | 1960                                       |                                            | 279                                        |                                            |
| 1965                                       | 1965                                       |                                            | 334                                        |                                            |
| Anm.: Sammanvuxen med Kristianstad 1970    |                                            |                                            |                                            |                                            |

## Kända personer
- Janne "Loffe" Carlsson, skådespelare och musiker bodde i Öllsjö under slutet av livet.
- Calle Kristiansson, artist
- Lena Sundström, journalist och programledare